# Mechelsepoortbrug
De Mechelsepoortbrug is een boogbrug over de Afleidingsvaart van de Nete in de stad Lier, in de Belgische provincie Antwerpen. De brug is een deel van de N14 tussen Mechelen en Hoogstraten. De brug ligt aan de vroegere Mechelsepoort, waar de baan uit Lier richting Mechelen vertrekt.